# Taygetis stollei
Taygetis stollei är en fjärilsart som beskrevs av Ribeiro 1931. Taygetis stollei ingår i släktet Taygetis och familjen praktfjärilar. Inga underarter finns listade i Catalogue of Life.